# Hrvatski nogometni kup 2019-2020 (tabellini)
Questa voce raccoglie un approfondimento sulle gare dei turni eliminatori dell'edizione 2019-2020 della Coppa di Croazia di calcio.

## Turno preliminare
| Arbitro: | Zdenko Lovrić (Đakovo) |

|                                       |           |                                                    |
| Ivan Egri 61’ (rig.) Marko Sertić 75’ | Marcatori | 3’, 7’, 45’ Patrik Mijić 10’, 28’, 69’ Goran Jurić |

| Arbitro: | Dario Kulušić (Sebenico) |

|                                                                  |           |                  |
| Antonio Štimac 2’ (rig.) Krešimir Božinović 76’ Pjero Škarić 88’ | Marcatori | 57’ Danis Bosnić |

| Arbitro: | Jakov Titlić (Hrvace) |

|                                                               |           |                     |
| Mile Ćaleta 18’ Petar Petranić 20’ Drago Gabrić 28’, 45’, 73’ | Marcatori | 76’ Florijan Rupčić |

| Arbitro: | Marino Majstrović (Spalato) |

|                  |           |                                                            |
| Luka Vodopija 5’ | Marcatori | 23’ Ivan Blatančić 41’ Marko Dabro 45+2’ Edvinas Kloniunas |

| Arbitro: | Marko Linić (Fiume) |

|  |           |                                              |
|  | Marcatori | 45’ (aut.) Tin Lagumdžija 88’ Daniel Marinić |

| Arbitro: | Martin Turčin (Tuhelj) |

|  |           |                                         |
|  | Marcatori | 37’ Matej Peharda 63’ Tomislav Žuljević |

| Arbitro: | Tomislav Bionda (Zaprešić) |

|                                                     |           |  |
| Ivan Lovrić 16’ (rig.) 45+3’ (rig.) Ivan Cerjak 61’ | Marcatori |  |

| Arbitro: | Ivan Župan (Bjelovar) |

|                                      |           | |
| Stjepan Krznar 74’ (rig.) 76’ (rig.) | Marcatori | 20’ Dominik Glavina 45’, 55’ Vitali Lisakovich 67’ Kristian Fućak 69’ Karlo Težak 90’ Dejan Glavica |

| Arbitro: | Andrej Burilo (Osijek) |

|                                                |                      |                                            |
| Ladan Komljenović 9’ (rig.) Renato Krajčir 15’ | Marcatori            | 75’ Mihajlo Bojić 87’ (rig.) Diego Valenta |
|                                                | Tiri di rigore 3 – 4 |                                            |

| Arbitro: | Patrik Kolarić (Strahoninec) |

|                    |           |                                                                                     |
| Marko Matančić 85’ | Marcatori | 17’ Bruno Menegoni 83’ Tomislav Marjanović 90+1’ Luka Bogdanović 90+4’ Silvio Mihić |

| Arbitro: | Marko Cestarić (Sisak) |

|                 |           |                                                   |
| Karlo Šepec 48’ | Marcatori | 53’, 82’ Vice Miljanić 62’ (rig.) Manuel Perković |

| Arbitro: | Ivana Martinčić (Koprivnica) |

|                 |           |                                                                |
| Iuri Bezerra 2’ | Marcatori | 17’ Luka Sedlaček 97’ (aut.) Dejan Opačić 118’ Luka Povoljnjak |

| Arbitro: | Tino Krečak (Velika Gorica) |

|  |           |                                                                     |
|  | Marcatori | 25’ Baltazar Anton Bogolin 53’ Ivan Kovačević 57’ Antonio Pejanović |

| Arbitro: | Josip Lučić (Vinkovci) |

|  |                      |  |
|  | Tiri di rigore 4 – 2 |  |

| Arbitro: | Ante Čuljak (Zagabria) |

|                   |           |                                     |
| Marin Ivančić 31’ | Marcatori | 66’ Danijel Spasić 98’ Davor Bratić |

| Arbitro: | Goran Pečarić (Zagabria) |

| |           |  |
| Hrvoje Babec 20’ Luka Tarle 28’ (aut.) Cherif Ndiaye 36’ Łukasz Zwoliński 49’, 53’, 65’ Justin Mathieu 58’, 60’, 81’ Kristijan Lovrić 78’ | Marcatori |  |

## Sedicesimi di finale
| Arbitro: | Tino Krečak (Velika Gorica) |

|                    |           |                                         |
| Antonio Štimac 14’ | Marcatori | 31’ Ivan Jajalo 62’ Stipe Bačelić-Grgić |

| Arbitro: | Igor Pajač (Zelina) |

|  |           | |
|  | Marcatori | 10’, 55’ Damian Kądzior 11’ Mislav Oršić 43’ (rig.) Bruno Petković 45’ Mario Šitum 82’ Iyayi Atiemwen 90’ (rig.) Mario Gavranović |

| Arbitro: | Dario Bel (Osijek) |

|  |           |                               |
|  | Marcatori | 51’, 85’, 90’ Domagoj Drožđek |

| Arbitro: | Mario Zebec (Cestica) |

|  |           | |
|  | Marcatori | 15’ (rig.) Mirko Marić 44’, 49’, 52’ Antonio Mance 60’ Mile Škorić 62’ Dmytro L'opa 66’ Jerry Mbakogu 82’ Marko Dugandžić |

| Arbitro: | Goran Pečarić (Zagabria) |

|                                           |           |                    |
| Luka Agatić 106’, 107’ Karlo Išasegi 115’ | Marcatori | 97’ Krešimir Kelez |

| Arbitro: | Dario Kulušić (Sebenico) |

|                    |           |  |
| Marko Žuljević 17’ | Marcatori |  |

| Arbitro: | Tihomir Pejin (Donji Miholjac) |

|  |           |                                        |
|  | Marcatori | 32’ Anthony Kalik 90+1’ Jairo da Silva |

| Arbitro: | Tomislav Bionda (Zaprešić) |

|                                                      |           |                        |
| Marko Bjelanović 24’, 37’ Baltazar Anton Bogolin 67’ | Marcatori | 69’ (rig.) Mateo Topić |

| Arbitro: | Fran Jović (Zagabria) |

|                                         |           |                                                                                               |
| Vice Miljanić 30’, 58’ Oliver Sumić 53’ | Marcatori | 23’, 78’, 88’ Josip Mitrović 45+1’, 51’ Borislav Tsonev 46’ William Tchuameni 63’ Marin Galić |

| Arbitro: | Andrej Burilo (Osijek) |

|                        |           |                                                                                   |
| Dino Bognar 45’ (rig.) | Marcatori | 15’ Luka Celić 17’ Ivan Antunović 30’ Nikola Rak 76’ Luka Juričić 86’ Toni Španja |

| Arbitro: | Zdenko Lovrić (Đakovo) |

|                    |           |                                      |
| Bruno Menegoni 66’ | Marcatori | 7’ Marko Filipović 84’ Željko Štulec |

| Arbitro: | Ivan Župan (Bjelovar) |

|                                         |           |                                                     |
| Juraj Spudić 3’ Petar Lucijan Čurek 31’ | Marcatori | 29’ Mario Munivrana 64’ Mario Ćuže 95’ Agron Rufati |

| Arbitro: | Jakov Titlić (Hrvace) |

|                  |           |                                |
| Drago Gabrić 42’ | Marcatori | 64’ Josip Anić 107’ Roko Nakić |

| Arbitro: | Dario Kulušić (Sebenico) |

| |           |  |
| Justin Mathieu 6’, 8’ Łukasz Zwoliński 28’, 42’ Cherif Ndiaye 62’ (rig.) 73’ Martin Maloča 79’ Matija Dvorneković 89’ | Marcatori |  |

| Arbitro: | Marin Vidulin (Canfanaro) |

|                                                                           |           |                                        |
| Dominik Glavina 3’ Matej Senić 36’ Mehdi Mehdikhani 46’ Dejan Glavica 74’ | Marcatori | 60’ Antonio Raguž 69’ Tomislav Havojić |

| Arbitro: | Ivan Vučković (Zagabria) |

|  |           | |
|  | Marcatori | 4’, 81’ Robert Murić 10’, 16’ Antonio Čolak 26’, 54’ Roberto Punčec 31’ Domagoj Pavičić 66’ Petar Mamić 74’ Stjepan Lončar 80’ Matej Vuk 90’ Hrvoje Smolčić |

## Ottavi di finale
| Arbitro: | Marko Matoc (Zaprešić) |

|  |           |                                            |
|  | Marcatori | 28’, 86’ Josip Špoljarić 32’ Antonio Mance |

| Arbitro: | Dario Kulušić (Sebenico) |

|  |           |                                         |
|  | Marcatori | 59’ Bruno Bogojević 79’ Nemanja Glavčić |

| Arbitro: | Ivan Župan (Bjelovar) |

|                                      |           |                      |
| Ivan Antunović 3’ Luka Juričić 90+4’ | Marcatori | 29’ Bruno Damjanović |

| Arbitro: | Marin Vidulin (Canfanaro) |

|  |           |                                      |
|  | Marcatori | 16’, 90’ Marko Tolić 76’ Myrto Uzuni |

| Arbitro: | Duje Strukan (Spalato) |

|                     |           |                                     |
| Antonio Ivančić 22’ | Marcatori | 19’ Damir Grgić 76’ Igor Postonjski |

| Arbitro: | Fran Jović (Zagabria) |

|                                   |           |                  |
| Kristijan Lovrić 64’ Joey Suk 85’ | Marcatori | 89’ Stanko Jurić |

| Arbitro: | Zdenko Lovrić (Đakovo) |

|  |           |                                                   |
|  | Marcatori | 7’ Damian Kądzior 28’ (rig.) 35’ Mario Gavranović |

| Arbitro: | Igor Pajač (Zelina) |

|                 |           |                                      |
| Leonard Vuk 83’ | Marcatori | 47’ Petar Mamić 54’ Alexander Gorgon |

## Quarti di finale
| Arbitro: | Marko Matoc (Zaprešić) |

|  |           |                                                                      |
|  | Marcatori | 28’ Myrto Uzuni 48’ Fran Karačić 82’ Enis Çokaj 90+1’ Dino Halilović |

| Arbitro: | Ivan Bebek (Fiume) |

|  |           |                                 |
|  | Marcatori | 1’ Mirko Marić 79’ Petar Bočkaj |

| Arbitro: | Mario Zebec (Cestica) |

|                   |           |                                      |
| Cherif Ndiaye 53’ | Marcatori | 11’ Božo Mikulić 75’ Ivan Krstanović |

| Arbitro: | Igor Pajač (Zelina) |

|                   |           |  |
| Antonio Čolak 16’ | Marcatori |  |

## Semifinali
| Arbitro: | Ivan Bebek (Fiume) |

|               |           |                                                  |
| Bruna Goda 6’ | Marcatori | 67’ Enis Çokaj 79’ Marko Tolić 90+5’ Myrto Uzuni |

| Arbitro: | Igor Pajač (Zelina) |

|                                                               |           |                       |
| Robert Murić 66’ Antonio Čolak 74’ (rig.) Sterling Yatéké 86’ | Marcatori | 16’, 48’ Petar Bočkaj |